# Heart de Roommate
Heart de Roommate (яп. はあと de ルームメイト хаато де ру:мумейто) — японська візуальна новела, створена AngelSmile у 2003 році.

## Сюжет
Юсуке Савада був переведений своїми батьками в іншу школу — Академію Айхо. Але його батьки так поспішали з переводом, що забули зарахувати сина у гуртожиток, а квартира, в якій Юсуке збирався зупинитися, згоріла. Опинившись у складному становищі, Юсуке піддається нападу дівчини, яка прийняла його за крадія жіночої нижньої білизни. З'ясовується, що дівчину звуть Асумі Хірота (広 田 明日 美), і що вона — колишня однокласниця Юсуке. Вислухавши його історію, Асума погоджується допомогти, але за умови, що він нікому не розкриє її таємницю. Юсуке не розуміє, про яку таємницю каже Асума, але зважаючи на своє безвихідне становище погоджується на її умова і просить допомогти йому з житлом. Асума приводить Юсуке у жіночий гуртожиток. Після зустрічі з двома іншими сусідками, Юсуке залишається жити в їхній кімнаті.

## Персонажі
Юсуке Савада — головний персонаж, від імені якого діє гравець. Він постійно скаржиться на неприємності, які з ним відбуваються. Перебуваючи у жіночому гуртожитку, змушений маскуватися під дівчину.
Асумі Хірота («Асумін») — самопроголошений лідер у кімнаті. Дуже енергійна і запальна дівчина, постійно чіпляється до Юсуке, може швидко вийти з себе, але, незважаючи на це, вона дуже добра і чутлива. Дізнавшись історію Хікару, встала на її бік, чим викликала нерозуміння з боку сусідок. У кінці гри з'ясовується, що у неї небезпечне захворювання.
Томое Кацурагі (桂 木 朋 絵) («Мое-Мое») — дуже сором'язлива, мила дівчина. При першій зустрічі з Юсуке цуралася його, але з часом почала відчувати до нього симпатію.
Маруму Огумаяма (小熊 山 ま る む) («Марутан») — дивна, тиха і небагатослівна дівчина, що не показує ніяких емоцій. Колись під час прогулянки у горах вона отримала серйозну травму голови. Її вдалося врятувати, але частина мозку, що відповідає за емоції, так і не відновилася.
Наміки Хондзе (本 庄 な み き) — кузина Юсуке, воліє, щоб він називав її сестрою. По зовнішності і характеру схожа на Асумі, з якою у неї постійно виникають суперечки.
Йосікі Ягамі (八神 良 子) — класний керівник сусідок. Дуже трепетно ставиться до своїх учнів, завжди намагається допомогти їм, заради цього може навіть піти проти правил.
Хікару Саекі — переведена учениця. Відмовляється спілкуватися з ким-небудь з учнів. Вважає себе нікому не потрібною, з цієї причини навіть намагалася покінчити з собою.